# Ларингальна теорія
Ларинга́льна тео́рія — гіпотеза, суть якої полягає в тому, що в будь-якому індоєвропейському корені голосним був *е, а після кореневого голосного міг бути ще й «сонантний коефіцієнт» — i, u, r, l, m, n, а також A та O. Головні положення теорії такі, що:
- Ларингальний звук може змінити якість сусіднього голосного і подовжити його;
- Ларингальний може спричинити аспірацію попереднього приголосного;
- Ларингальний може бути причиною появи протетичного голосного у вірменській та грецькій.

## Історія
Ларингальну теорію 1879 року вперше висунув Ф. де Сосюр. Він припустив, що звукосполуки е + А, е + О дали іє. *ā і *ō відповідно. Помітний недолік даної гіпотези полягав у тому, що в той час як індоєвропейська мова мала три довгі голосні, яким потрібні були три коефіцієнти, Ф. де Сосюр не міг віднайти якихось різниць між *ā і *ē, тому зводив їх до сполуки е + А. Даний недолік виправив Г. Меллер, що висунув припущення про наявність трьох коефіцієнтів, згідно з яким: ē = е + Е, ā = е + А, ō = е + О. Дані коефіцієнти Г. Меллер назвав ларингальними, але в наш час загальновживаними символами є Н1, Н2, Н3. Вони утворюють такі «рівняння» для індоєвропейського вокалізму:
| Початкове        | е- = Н1е- | а- = Н2е- | о- = Н3е- |
| Передконсонантне | ē = еН1   | ā = еН2   | ō = еН3   |

Унаслідок цього Г. Педерсен, Меллерів учень, установив, що довгі складотворчі сонанти з'явилися внаслідок злиття складотворчих сонантів із нескладотворчими ларингальними, тобто ī, ū, ṝ, ḹ — це іН, uH, ṛH. ḷH відповідно.

### Після 1927 року
Новий етап у розвитку ларингальної теорії настав 1927 року, коли Є. Курилович виступив із твердженням, що хетське ḫ є відображенням постулюваного де Сосюром приголосного «шва». Його стаття спричинила подальші дослідження і, кінець кінцем, 1935 року призвела до синтезу раніших публікацій, де були узагальнені всі результати досліджень. У той же час О. Семереньї дійшов висновку, що, незважаючи на хетську мову, яку залучають у якості головного підтвердження правильності ларингальної теорії, її матеріал свідчить проти багатьох аспектів теорії в її загальноприйнятому вигляді.

### В інших мовах

#### У хетській мові
У хетській мові втрата ларингального *Н (→ хет. ḫ) могла подовжити не лише попередній голосний або сонант, а й наступний, тобто «ḫ + голосний/сонант = довгий голосний»:
- хет. ḫišša- «дишель» і д.-інд. īṣā;
- хет. ḫašša (лув. ḫaššaniti) і оск. aasa-, лат. āra;
- хет. ḫulana- (лув. ḫulani-) «шерсть» і лит. vìlna, слов. vółna, укр. вовна, лат. lāna, д.-інд. ūrṇā;
- хет. palḫ-i «широкий» і лат. plā-nus;
- хет. ḫap- «річка, потік» і д.-інд. āpas «вóди», ав. āfš;
- хет. ḫant- «перед» і куч. ānte, тох. A ānt «лоб», лат. ănte;
- хет. ḫarki- «білий», тох. A ārki;
- хет. ḫaštai «кість», лув. hašša «кості» і куч. āsta «так само»;
- хет. paḫš- і тох. A pās-, укр. пасти, куч. pāsk-, лат. pāscō і pās-tum.

Найважливішим питанням, що постає в теперішній час, є розвиток у певних умовах ларингальних у хет. -і- (хет. innar- ← *Hner-). Кількість дієслівних форм, що стосуються розвитку -*Н- → -і-, дає змогу припустити двоїсте тлумачення: або це -і- походить з -*Н-, якого сягає -ḫ(ḫ)-, або це -і- — суфіксальне дієслівних похідних основ.

#### У пракавказькій мові
Для пракавказької мови відтворюють два прості (*ʔ, *h) і три емфатичні (*ʡ, *ħ, *ʕ) ларингали. В анлаутній позиції наявні певні подібності між праіндоєвропейською та пракавказькою мовою:
- пк. *ʔ і піє. *θ: *ʔərəcwV i *orso-, *ʔār(H)V i *ārHo-, але *ʔoIrVc(w)e i *(H)areĝ-;
- пк. *h і піє. *H: *ƛwāhni i *Huələnā, *həlkwV i *Hu̯erk-;
- пк. *ʡ і піє. ?: прикладів немає;
- пк. *ħ, *ʕ і піє. *ø: *hīnčwV i *ek̂u̯o-, *ʕälmćə i *amas-l-.

## Недоліки теорії
Помітним недоліком є те, що кількість ларингалів «підганяють» до кількості голосних. Труднощі, які виникають при поясненні мовних фактів за допомогою теорії, ларингалісти часто розв'язують, приймаючи нові ларингали, що мають такі властивості, які підходили б для пояснення винятків. Коли-не-коли ларингалісти «успішно» відтворюють в індоєвропейській мові різну їхню кількість: від одного в О. Семереньї, двох у Ф. де Сосюра, трьох у Г. Меллера і Є. Куриловича, чотирьох в Е. Сепіра, Е.Г. Стуртеванта, В. Ф. Леманна, пятьох у В. М. Ілліча-Світича, шістьох у Р.Ф. Адрадоса і аж до восьми в Я. Пухвела й десяти в А. Мартіне. Жан Одрі взагалі не обмежує число ларингалів, адже «його неможливо визначити з огляду на те, що важко узгодити результати внутрішньої та порівняльної реконструкції». Таким чином, учений уважає однаково правильними всі відомі точки зору.
Інша проблема полягає в тому, що довгий час *ē не вдавалося отримати таким самим способом, як і довгі *ā і *ō. Тому свого часу Г. Меллер і висунув припущення, що існував третій ларингал Е на додачу до двох інших. Поєднуючись із первинним *е, Е утворював довгі голосні *ē (← еЕ), *ā (← еА) і *ō (← еО), так само *Е утворив іще короткі голосні: *а (← Ае), *о (← Ое), проте не *е (← Ее), як мало би бути. Це рівняння *е = Ее, скажімо, є нонсенсом, адже *Е, поєднавшись із *е, мав би знов утворити цей *е. У такому разі *е виробляв би сам себе, що є неприпустимо. Щодо сутності ларингалів досі сперечаються науковці, серед яких немає згоди з приводу того, були ці загадкові звуки приголосними або ж голосними.
Проти ларингальної теорії виступають Дж. Бонфанте, Г. Кронассер, У. Петерсен. О. Савченко вважає, що нею вже не можна нехтувати, але ризиковано поки що робити якісь серйозні висновки.